# Estación Ingenio
Ingenio (o El Ingenio, o Injenio) fue una estación y posterior parada del ferrocarril ubicada en la localidad de Ingenio, comuna de Cabildo, en la región de Valparaíso de Chile. Fue parte del longitudinal norte, correspondiente al segmento entre la estación La Ligua y la estación Cabildo (Chile), siendo parte del trayecto interior del longitudinal norte. La estación poseía un desvío local.
Fue construida como parte de una extensión ferroviaria de 26 km que uniría La Ligua con la comuna de Cabildo, y entregada al público en 1894.
Operó con normalidad hasta mediados de la década de 1960. Actualmente no quedan restos de la estación ni de la línea.